# Rob Roy (Schiff)
Die Rob Roy war das erste Dampfschiff, das erfolgreich über das offene Meer verkehrte. Das Schiff wurde nach dem schottischen Volkshelden Robert Roy MacGregor benannt.

## Geschichte
Der Raddampfer wurde von William Denny aus Dumbarton gebaut und von David Napier mit einer 30 PS starken Seitenbalancier-Dampfmaschine ausgerüstet. Am Morgen des 13. Juni 1818 verließ die Rob Roy den Hafen von Greenock, fuhr über Campbeltown und erreichte am Abend des 14. Juni 1818 Belfast. Diese Route bediente sie nun zweimal wöchentlich bei jedem Wetter, auch bei Witterungen, bei denen Segelschiffe im Hafen blieben. Später verkehrte das Schiff auf der Route zwischen Greenock und Dublin. Im Winter 1818/9 wurde das Dampfschiff überholt und mit getrennten Zimmern für Frauen und Männer mit Betten ausgestattet. Von 1818 bis 1821 war David Tod Chefingenieur der Rob Roy.
Im Mai 1821 wurde das Schiff nach Dover überführt und erreichte am Sonntag, den 10. Juni 1821 den neuen Heimathafen. Am 15. Juni 1821 überquerte die Rob Roy zum ersten Mal den Ärmelkanal und erreichte Calais. Anfangs hatte man nur wenig Passagiere und auch die Post vertraute man lieber den herkömmlichen Segelschiffen an. Doch bald erkannte man die Vorzüge des Dampfschiffs, das wetterunabhängig reiste und nur 2 Stunden und 45 Minuten für die Überfahrt benötigte, was sich in den Passagierzahlen und dem Frachtaufkommen niederschlug. Im August 1821 begegnete die Roy Rob auf dem Weg nach Calais den entgegenkommenden Segelschiffen Lord Duncan und Prince Leopold. Sie löschte in Calais ihre Waren, nahm neue Passagiere auf und überholte auf dem Rückweg die beiden Schiffe.
Der erfolgreiche Einsatz der Roy Rob führte dazu, dass man in kürzester Zeit auf vielen Routen die herkömmlichen Paketschiffe durch Dampfschiffe ersetzte. Für die Verbindung zwischen Dover und Calais wurde im Oktober 1821 zusätzlich das Dampfschiff Dasher und im Januar 1822 die Arrow eingesetzt. Frankreich hatte Interesse, die Rob Roy zu erwerben, ein englisches Exportverbot für Maschinen hinderte jedoch die Besitzer des Schiffes am Verkauf. Französische Zollbeamten fanden jedoch Schmuggelware an Bord des Schiffes und beschlagnahmten es. Es wurde vermutet, dass es sich hierbei nur um einen Trick, der mit den Schiffseignern abgesprochen war, handelte, um das Exportverbot zu umgehen. Das Schiff wurde in Henry IV. umbenannt, verkehrte ab 1823 weiterhin zwischen Calais und Dover und war das erste seetaugliche Dampfschiff Frankreichs.